# 卡罗塞拉
卡罗塞拉，是西班牙卡斯蒂利亚-莱昂莱昂省的一个市镇。 总面积66平方公里，2001年普查人口總數為608人，人口密度為每平方公里9人。